# Maria Mizzaro

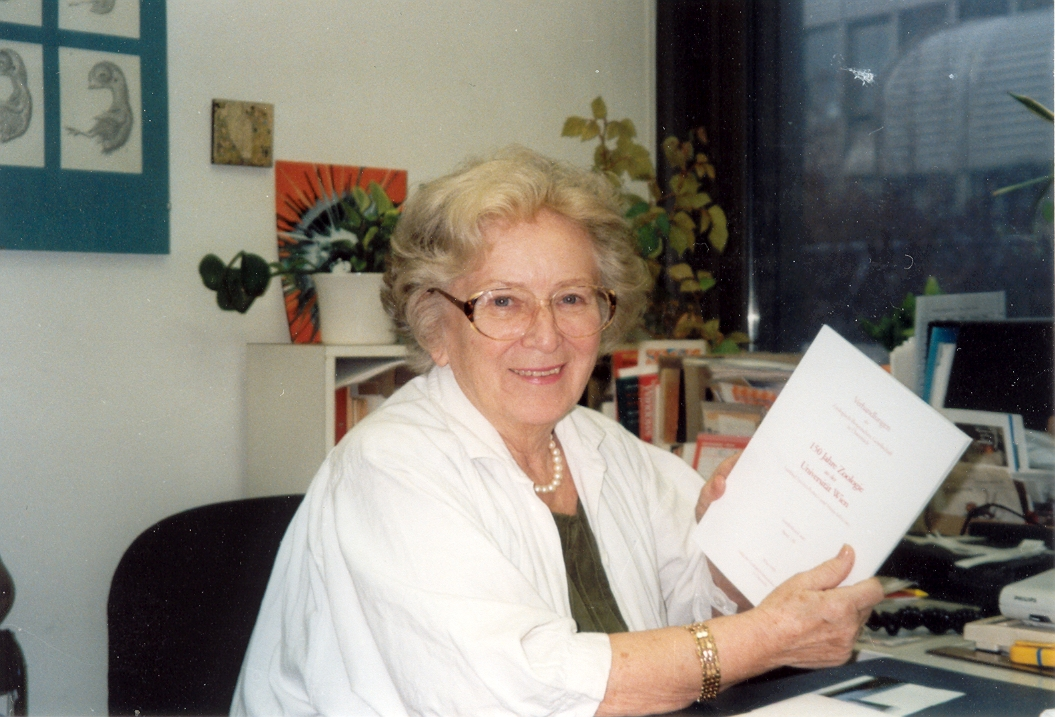
Maria Mizzaro 1999

Maria Mizzaro, geboren als Maria Wimmer, (* 23. Februar 1925 in Wien; † 7. November 2009 in Wien) war eine österreichische wissenschaftliche Graphikerin und Photographin für Zoologie.

## Leben
Maria Mizzaro beendete ihre Ausbildung als Graphikerin an der Graphischen Lehr- und Versuchsanstalt in Wien 1942. Im folgenden Jahr wurde sie als technische Zeichnerin in Berlin dienstverpflichtet. Anschließend arbeitete sie in gleicher Funktion bis Mai 1945 bei der Firma Kapsch und Söhne in Wien. Im Juli 1945 begann sie ihr Wirken am Zoologischen Institut der Universität Wien. Zunehmend ergaben sich auch photographische Aufgaben und die präparatorische Vorbereitung der abzubildenden (vorwiegend anatomischen) Objekte. Ein einjähriger Karenzurlaub ermöglichte es ihr, 1958–59 als Senior Scientific Illustrator einer Einladung des American Museum of Natural History in New York zu folgen. 1964 ehelichte sie Ing. Mario Mizzaro. 1976 wurde ihr der Berufstitel Professor verliehen. Ihre fachlichen Erfahrungen in der wissenschaftlichen Illustration konnte Maria Mizzaro von 1982 bis 1995 im Rahmen eines Lehrauftrages an der Universität Wien den Studenten der Zoologie in konzentrierter Form weitergeben. Nebenbei galt ihr Interesse auch der historischen Entwicklung der Zoologie in Wien.
Maria Mizzaro verstarb im November 2009 in Wien. Das Begräbnis fand am 16. November 2009 auf dem Baumgartner Friedhof (Gruppe 26, Nummer 793) statt.

## Ehrungen
- 1987 Ehrenzeichen der Universität Wien
- 1996 Ehrenkreuz für Wissenschaft und Kunst I. Klasse

## Mitverfasste Werke
- Luitfried Salvini-Plawen, Maria Mizzaro: 150 Jahre Zoologie an der Universität Wien. In: Verhandlungen der Zoologisch-Botanischen Gesellschaft in Österreich. Band 136 (1999), S. 1–76.
- Maria Mizzaro-Wimmer, Luitfried Salvini-Plawen: Praktische Malakologie. Beiträge zur vergleichend-anatomischen Bearbeitung der Mollusken: Caudafoveata bis Gastropoda-‘Streptoneura’. Wien: Springer 2001. ISBN 3-211-83652-7.
- Wilhelm Marinelli, Anneliese Strenger: Vergleichende Anatomie und Morphologie der Wirbeltiere. Wien: Deuticke 1953–1973 mit 283 Abbildungen nach Originalzeichnungen von Maria Wimmer-Mizzaro.